# Ōyodo (1943)
El Ōyodo fue un crucero ligero de la Armada Imperial Japonesa durante la Segunda Guerra Mundial, bautizado por el río homónimo de Kyūshū.

## Características generales
El Oyodo fue proyectado en 1938 como un crucero líder de flotillas para misiones "Sentai" de la Rengo Kantai.  Una unidad adicional, el Niyodo fue autorizada para constituir la clase Oyodo, pero fue cancelada en grada. 
El Ōyodo fue construido en Kure y registrado en Yokosuka, fue botado el 2 de abril de 1942. En ese momento presentaba algunas similitudes con la Clase Agano, en especial las líneas del casco. Fue equipado con seis calderas Kanpon y turbinas que le proporcionaban 110 430 Hp a 35 nudos y poseía una autonomía de 10 315 millas náuticas a 18 nudos.
El Ōyodo fue proyectado en su diseño como crucero portahidroaviones, y además como crucero antiaéreo, en esto último destacó por su alta cadencia de tiro; pero por otro lado no hubo resultados ya que el tipo inicial de aviación embarcada, los Kawanishi E15K1 no fueron embarcados destinándose dos aviones de reconocimiento tipo Aichi E13A1 emplazados a popa, debido al cambio de aviación,  una larga catapulta inicial fue cambiada por una más corta,  además el hangar fue modificado para asumir otras funciones.
Recibió sus dos torretas triples de 155 mm desde el crucero Mogami cuando este fue reconvertido a crucero pesado.
El Ōyodo empleó el bulbo de proa, que, junto con sus 110 430 HP, le permitían alcanzar los 35 kn, siendo una unidad muy rápida y maniobrable. El Ōyodo podía lanzar cargas de profundidad; pero no portaba tubos lanzatorpedos, siendo esta característica técnica distintiva del resto de cruceros.

## Historia
El casco del Ōyodo fue botado el 2 de abril de 1942, y completado en Kure el 28 de febrero de 1943, su primer capitán fue Sadatoshi Tomioka.
El Ōyodo fue asignado buque insignia bajo el mando del vicealmirante Jisaburo Ozawa, siendo asignado a la 3ª Flota de la Rengo Kantai el 1 de abril de 1943.
Fue atacado por aviones estadounidenses y dañado ligeramente. Ozawa ordenó retorno a Truk para efectuar reparaciones.
Participó en diferentes operaciones teniendo como base Truk como parte de la fuerza principal japonesa y en misiones de reconocimiento de largo alcance en los alrededores de la isla de Wake.
Estando en la laguna de Truk, el 16 de febrero de 1944 la inteligencia nipona descifró unas comunicaciones que indicaban un inminente ataque masivo a la laguna de Truk (Operación Hailstone) y se ordenó de urgencia a todas las unidades pesadas incluyendo al Ōyodo el traslado inmediato a Palaos, dejándose allí solamente a los transportes que no alcanzaron a salir. Los estadounidenses hundieron en el atolón de Truk, entre el 17 y 18 de febrero de 1944, 32 barcos mercantes y además lograron dar caza a los cruceros ligeros Agano, Katori, y Naka en retirada en sus inmediaciones, además del buque nodriza Hei Maru.
Posteriormente en los primeros días de marzo de 1944, el Ōyodo sirvió de escolta del acorazado Musashi cuando se realizó la retirada desde la base naval de Singapur. 
El 6 de marzo de 1944 es asignado como buque insignia de la Flota combinada y fue sometido a diversas modificaciones en el astillero de Yokosuka.
Se le retira la catapulta que estaba destinada a los Kawanishi E15K1 y se le asignan dos aviones Aichi E13A1 (Jake) que usan una catapulta más corta.  Además, se habilita el hangar como un cuartel de mando a flote y se potencia su artillería antiaérea (AA); junto con eso, se le añade un radar Tipo 22.
El 12 de octubre de 1944 escapa a un ataque de seis torpedos en abanico de parte del submarino  Trepang, pero un destructor que servía de escolta,  el Fuyuzuki es alcanzado en la proa sin lograr hundirlo.
El 20 de octubre de 1944, es asignado a la fuerza de distracción del almirante Jeizaburu Ozawa durante la Operación Sho Ichi Go, dentro del contexto de la Batalla del Golfo de Leyte, siendo el único navío en transportar aviones de reconocimiento.
Participa en la Batalla de Cabo Engaño, el 25 de octubre de 1944 y asiste al sentenciado portaaviones Zuikaku, dañado gravemente, transbordando al vicealmirante Ozawa y parte de su tripulación junto con el retrato del Emperador, antes de que el portaaviones se hunda con el resto de su tripulación.

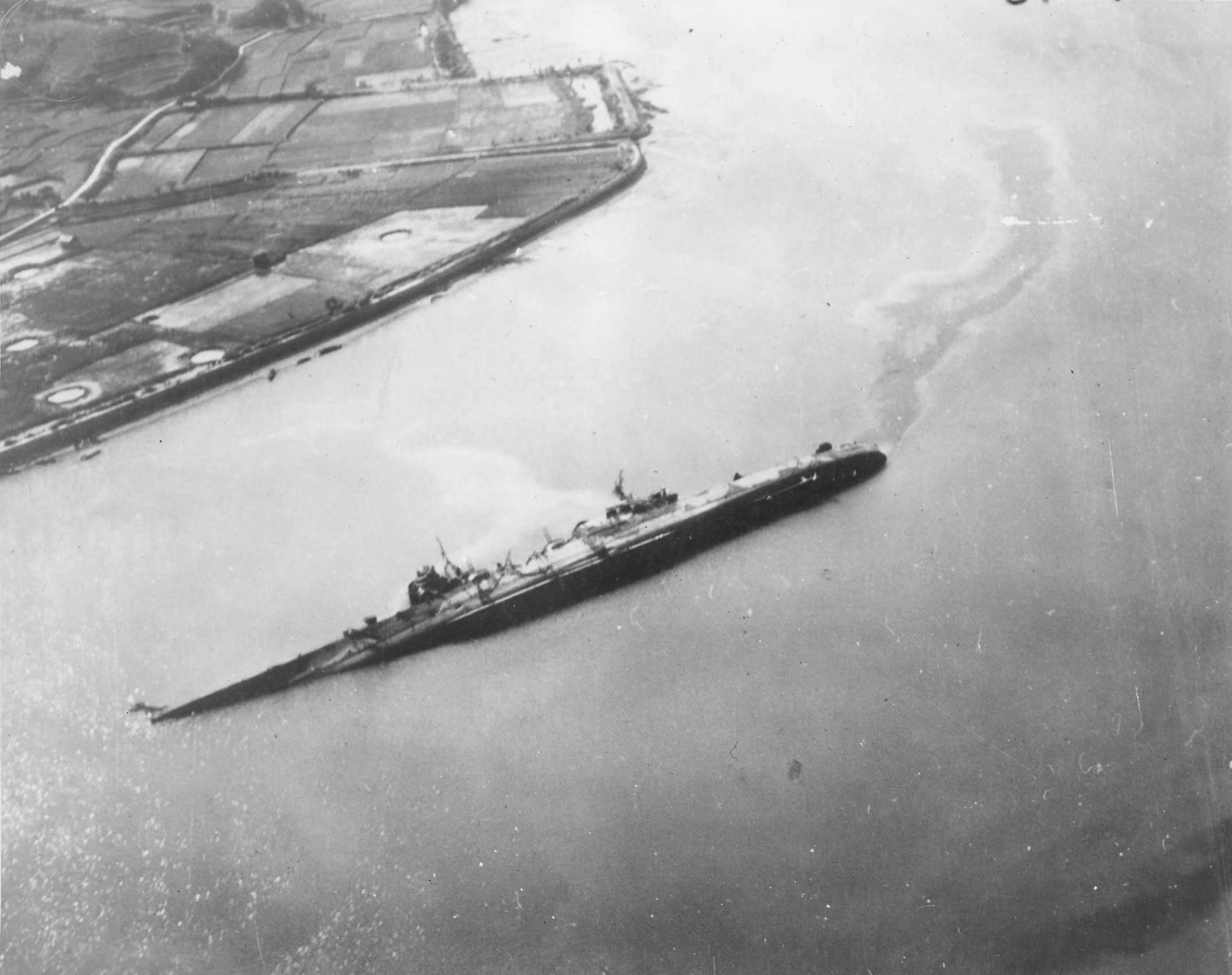
El crucero Oyodo semihundido en la entrada de Kure (agosto d 1945

Después de estas acciones, el Ōyodo es enviado a Brunéi y luego a Singapur para unirse al crucero Ashigara para bombardear una cabeza de playa en San José, en las Filipinas. Durante el transcurso de estas acciones el Ōyodo es atacado por bombarderos B-25 Mitchell y es dañado medianamente. A comienzos de 1945, el Oyodo muestra gran actividad al realizar acciones de cañoneo a paso rápido en diversos puntos de las Filipinas sin ser, esta vez, dañado.
El 6 de febrero de 1945, el Ōyodo participa junto a los acorazados Ise y Hyuga en el retiro de material básico esencial desde Singapur. Durante la retirada de este puerto sufre varios ataques de submarinos que el Ōyodo logra esquivar sin daño, arribando a Kure el 20 de febrero de 1945.
Anclado en Kure, el 19 de marzo de 1945. es alcanzado por al menos tres bombas de 250 kg, lanzadas por aviones estadounidenses SB2C Helldiver durante el primer ataque a esta base. El Ōyodo comienza a hundirse, es remolcado de urgencia y encallado en la base naval de Etajima. 
El 25 de julio de 1945, es nuevamente atacado por bombas. El daño compromete la flotabilidad del navío, escora a estribor y este se hunde parcialmente en aguas de bajo fondo. Es eliminado del listado naval en noviembre de 1945, cuando el Japón estaba rendido. Fue reflotado y desguazado de enero a agosto de 1948, en el mismo astillero en Kure donde fue construido pocos años antes.